# Vicente Rocafuerte
Vicente Rocafuerte y Rodríguez de Bejarano (Guayaquil, 1º maggio 1783 – Lima, 16 maggio 1847) è stato un politico ecuadoriano.
Rappresentante di Guayaquil a Cadice dal 1812, visse in vari stati europei ed americani. Rimpatriato nel 1833, sostituì Juan José Flores come presidente dell'Ecuador  e rimase al potere fino al 1839.